# ريان كيني
ريان كيني (بالإنجليزية: Ryan Kenny)‏ (11 سبتمبر 1987 بليفيرموري في الولايات المتحدة - ) هو لاعب كرة قدم أمريكي في مركز حراسة المرمى. لعب مع Rochester Rhinos ‏ وFresno FC U-23 ‏.

## وصلات خارجية
- ريان كيني على موقع قاعدة بيانات كرة القدم.إي يو (الإنجليزية)